# Beyond Borders
Beyond Borders är en amerikansk-tysk långfilm från 2003 i regi av Martin Campbell, med Angelina Jolie, Clive Owen, Teri Polo och Linus Roache i rollerna.

## Handling
Filmen börjar med Sarah Jordans bröllop med Henry Bauford. Mitt under bröllopsfesten dyker läkaren och biståndsarbetaren Nick Callahan upp och skäller ut dem för att de slösar så mycket pengar på festen och ger så lite pengar till de svältande. Sarah blir djupt berörd och beslutar sig för att lämna sitt ljuvliga liv i London för att följa en hängiven läkare till hjärtat av Afrika och dess flyktingläger. Fara och romantik kolliderar när de påbörjar uppdraget att rädda andras liv - medan de riskerar sina egna.

## Rollista
| Angelina Jolie        | – Sarah Jordan         |
| Clive Owen            | – Nick Callahan        |
| Teri Polo             | – Charlotte Jordan     |
| Linus Roache          | – Henry Bauford        |
| Noah Emmerich         | – Elliott Hauser       |
| Yorick van Wageningen | – Steiger              |
| Timothy West          | – Lawrence Bauford     |
| Kate Trotter          | – Mrs. Bauford         |
| Jonathan Higgins      | – Philip               |
| John Gausden          | – Jimmy Bauford        |
| Isabelle Horler       | – Anna Bauford         |
| Iain Lee              | – Master of Ceremonies |
| Keelan Anthony        | – Jojo                 |
| John Bourgeois        | – Rolly                |